# Leonardo Araújo
Leonardo Araújo, brazilski nogometaš in trener, * 5. september 1969, Niterói, Brazilija.
Za brazilsko reprezentanco je odigral 55 uradnih tekem in dosegel sedem golov.